# بخش ایسلاو
بخش ایسلاو (به سوئدی: Eslövs kommun) یک ناحیه شهری در سوئد است که در شهرستان اسکونه واقع شده‌است.

## خواهرخوانده
شهرهای گارذابایر،  Pietarsaari ، ویلیاندی، آسکر و Rudersdal Municipality خواهرخوانده‌های بخش ایسلاو هستند.

## نگارخانه

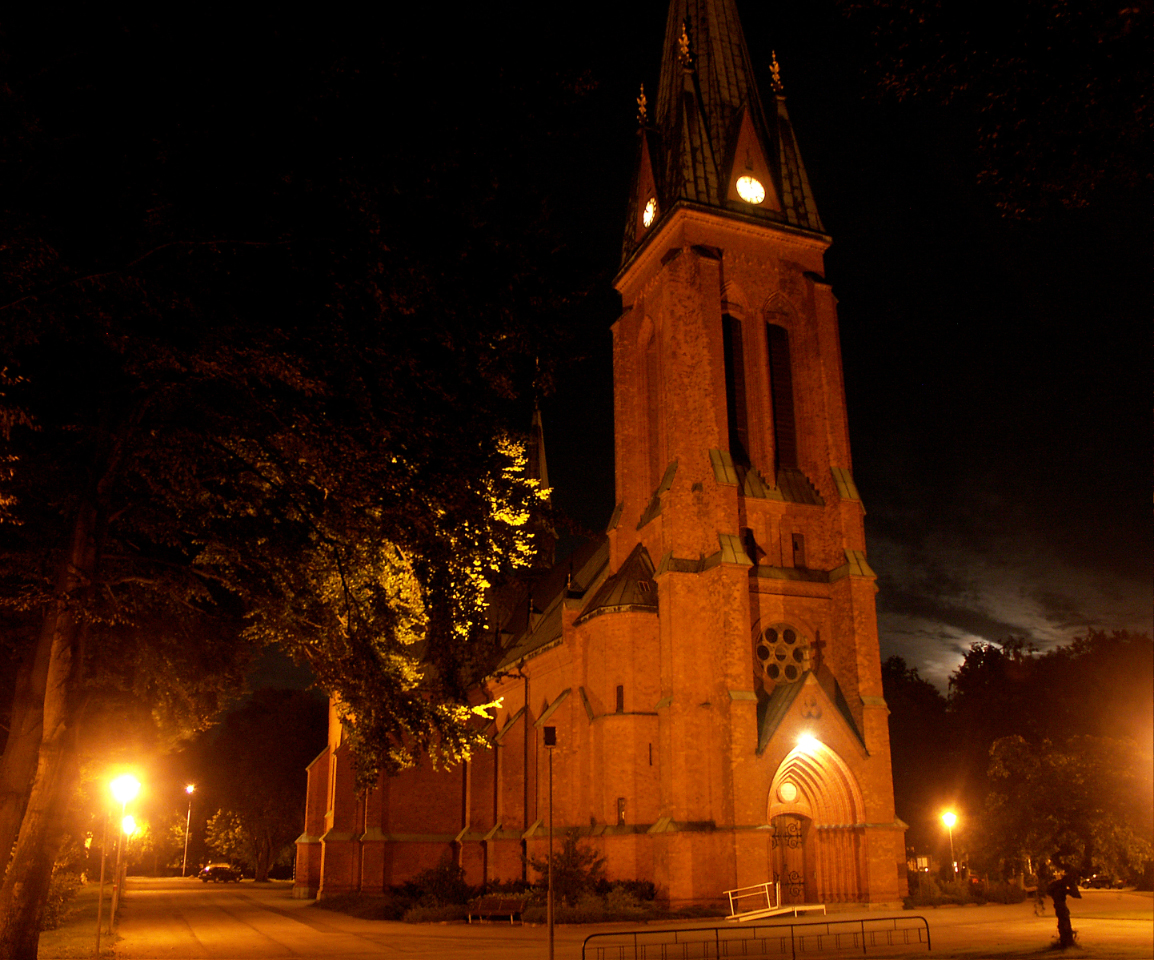
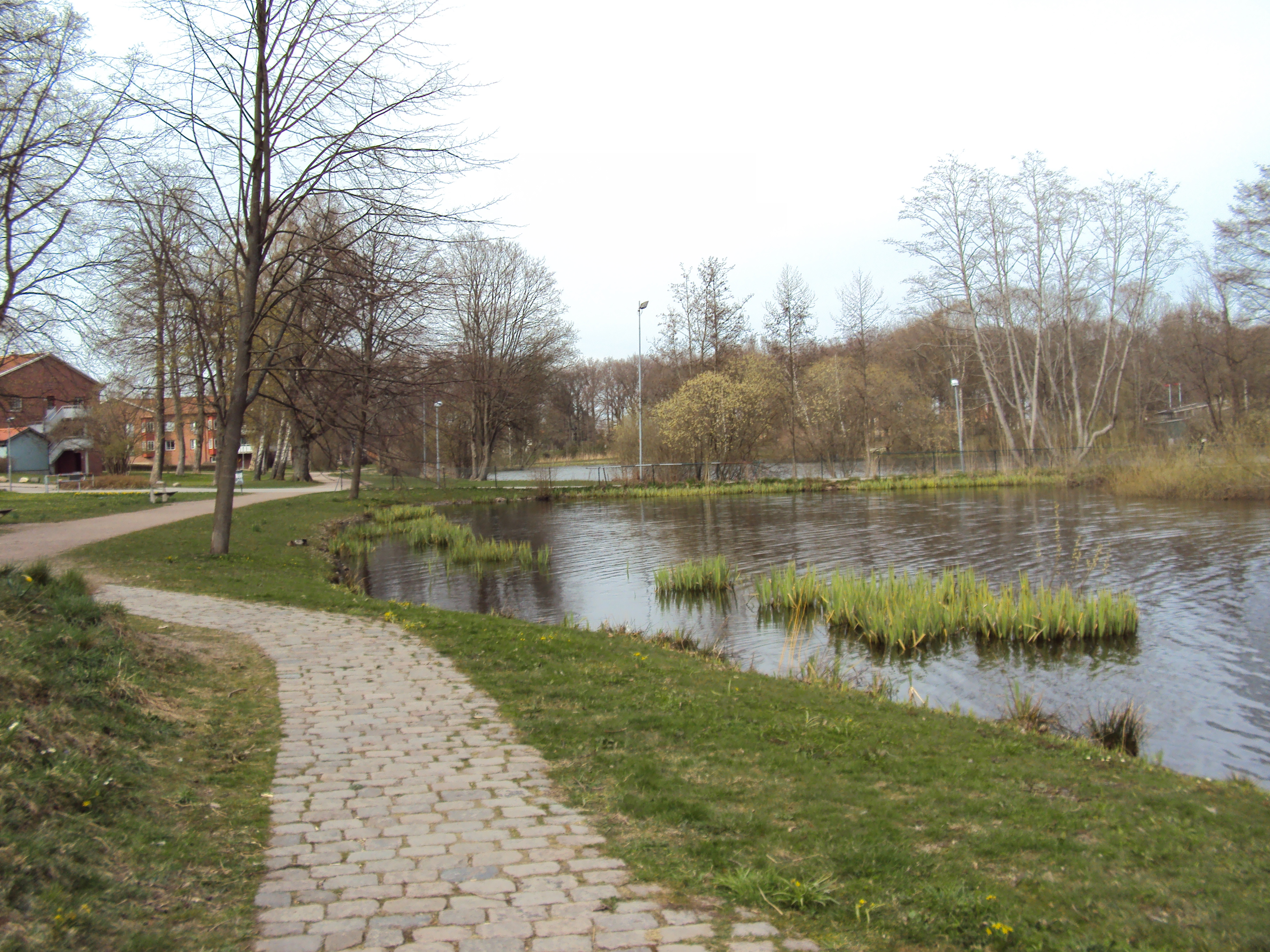
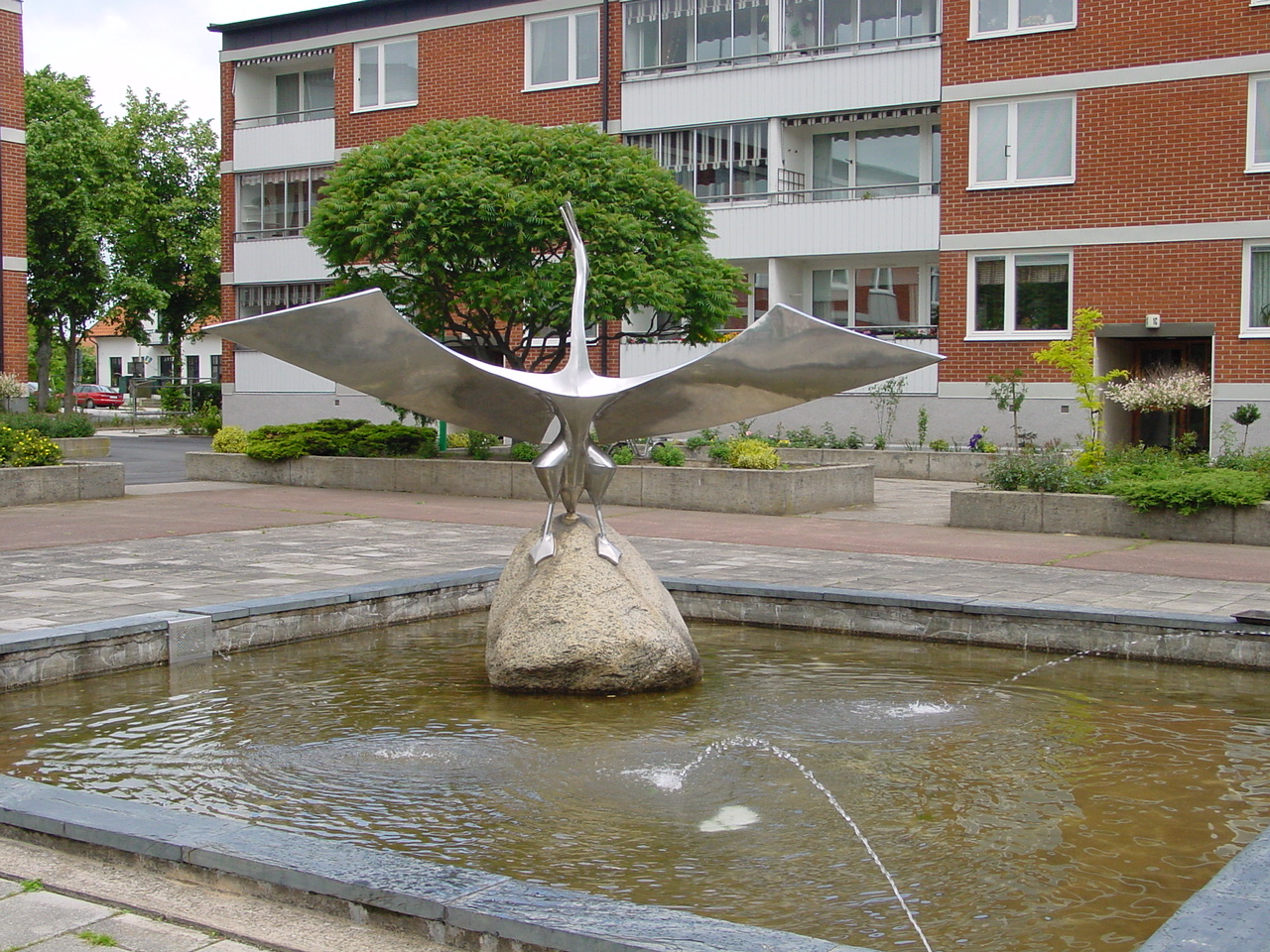
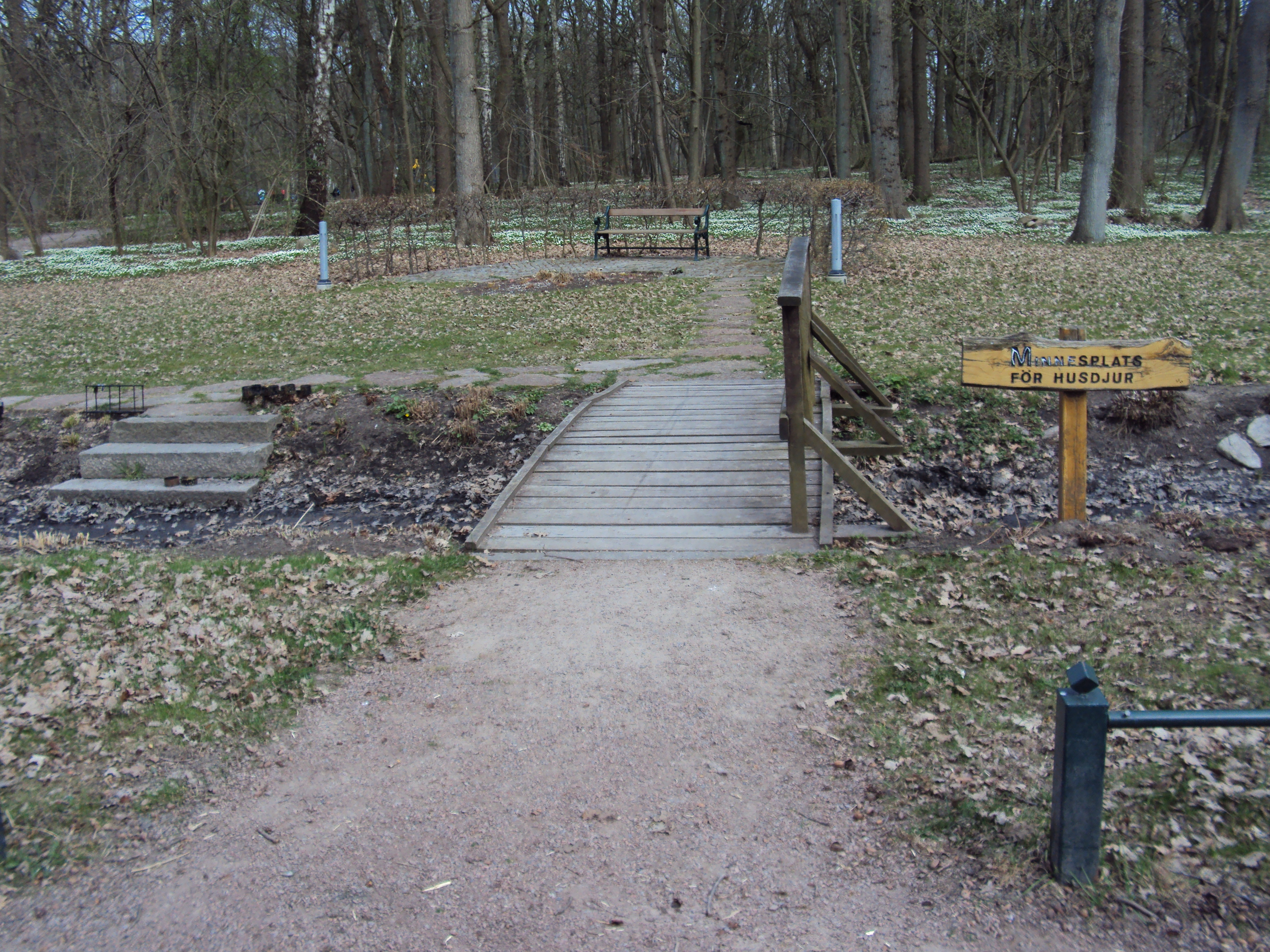
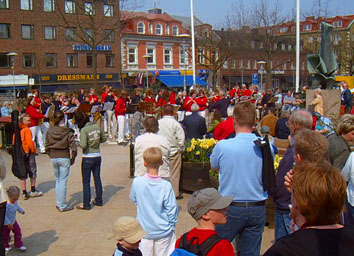
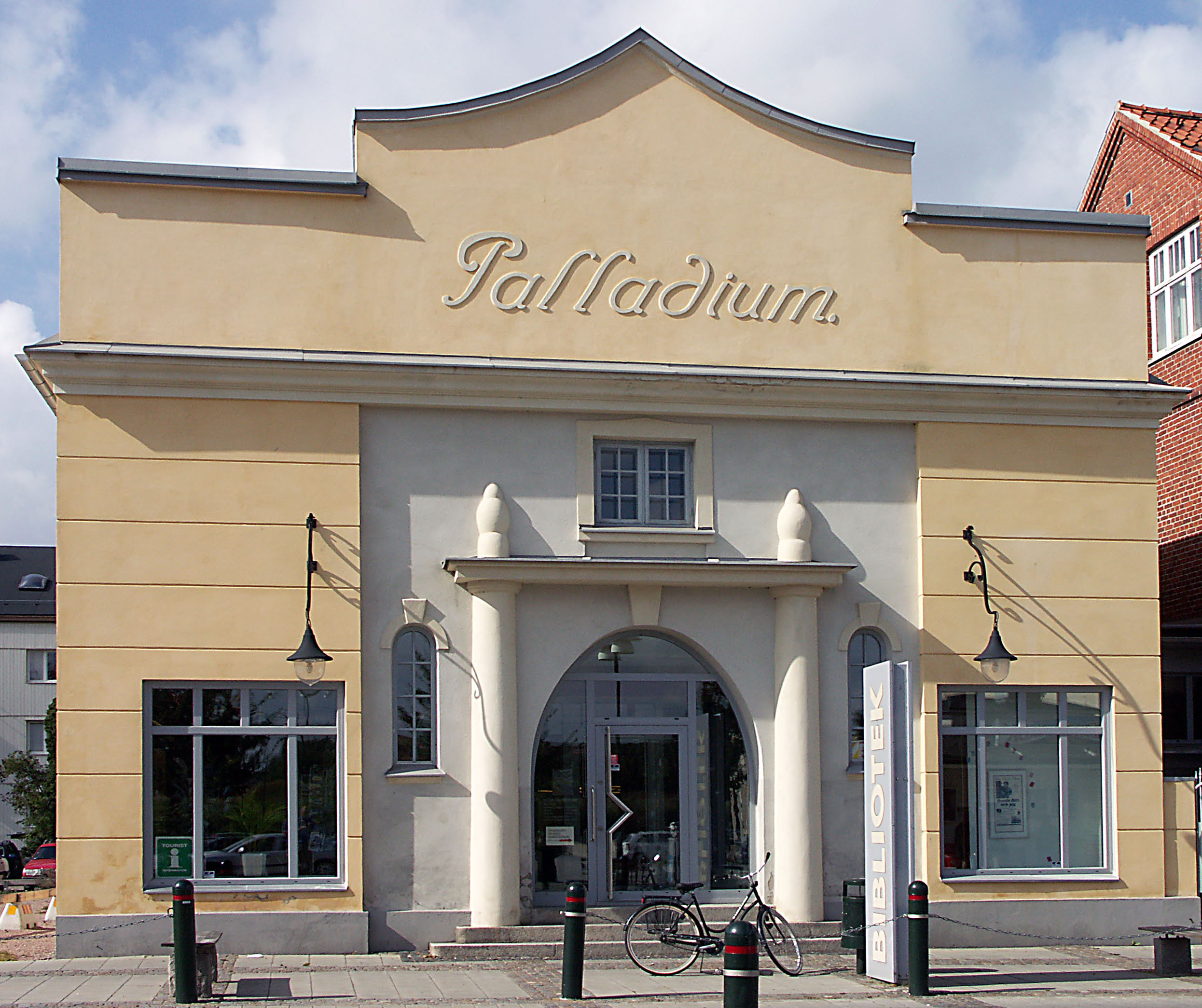
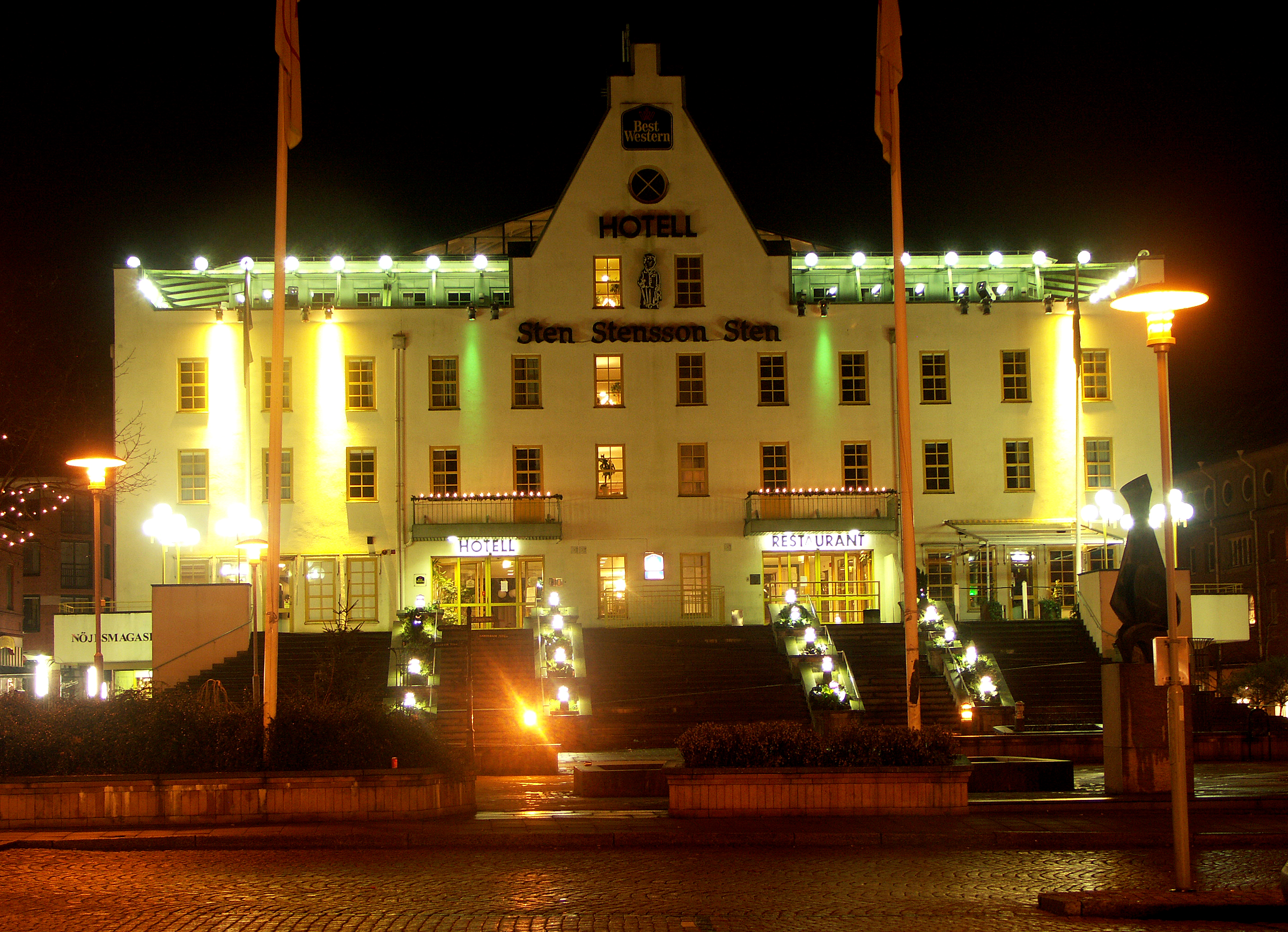